# Нірукта
Нірукта та Нірукті (санскр. निरुक्त, «пояснення, етимологічні інтерпретації») — твір санскритського граматика Яськи, одного з попередників Паніні, який як вважається жив у V століття до н. е. Граматична робота Яськи - коментар до найдавніших збірників ведичних слів. Протягом століть багато слів у ведійських текстах ставали незрозумілими і потребували пояснень. Стародавні тлумачі вед   склали збірку таких слів, відому під назвою нігханту. До цього словника тлумачі ведичних текстів, ймовірно, додавали усний коментар. Таким коментарем представляє Нірукта Яськи, за часів якого нігхантавас вживався як посібник для ведійської екзегези. Автор спочатку знайомить читача з граматичними категоріями, встановлює 4 класи слів — іменник, дієслово, прийменник, сполучник, потім дає пояснення окремих слів. Нірукта Яськи мала великий авторитет і зараховувалася до так званих веданг — посібників для розуміння священних текстів. Текст Нірукти, з німецьким коментарем, видав Рудольф Рот («Yâska's Nirukta sammt den Nigbantavas», Геттінген, 1852).

## Використання в риториці
Близький санскритський іменник niruktiḥ IAST означає "висновок", або в риториці, "штучне пояснення слова". В цьому значенні нірукта розглядається як вміле, часто штучне та зумисне тлумачення слів. Нірукту широко використовували аби розширити можливості тлумачень священних текстів і відповідно збільшити значення коментарів до них. Через це багато коментарів до санскритських текстів включають складні варіації, що ґрунтуються на різноманітних тлумаченнях значень слів, часто в зовсім неочевидний спосіб. Характер граматики санскриту, з його численними скороченнями, давав широкі можливості для розбору слів, відкриваючи тим самим простір для альтернативних тлумачень.